# 요식증권
요식증권(要式證券)은 증권에 기재될 사항과 방식이 법적으로 규정되어 있는 유가증권을 말한다. 즉, 유가증권은 거래의 대상이 되는 것이므로 법률에 의하여 각각 방식이 법정되어 있고, 일정한 증권적 기재사항이 요구되므로 유가증권은 대부분 요식증권에 해당된다. 요식증권에는 어음·수표·화물상환증·창고증권·선하증권 등이 있다. 그런데 유가증권의 요식성은 두 가지 특징이 있다. 하나는 일정한 사항이 최소한도의 기재사항으로 요구된다는 점이다. 그러나 이는 어음·수표에서만 철저하게 적용되고, 창고증권 등 다른 유가증권에서는 형식상 약간의 문제는 허용된다. 둘째 법정의 기재사항 이외의 사항을 기재한 경우의 효력을 들 수 있다. 어음·수표에 있어서는 법정사항 이외의 사항을 기재한 때에는 법이 특히 허용한 경우에는 그 기재사항의 효력이 인정된다. 그러나 그 이외의 기재 사항은 어음·수표법상의 효력이 생기지 아니하고, 어떠한 기재는 오히려 어음 또는 수표 그 자체를 무효화시킨다(어음법 제33조 제2항).